# Super Xevious: GAMP no Nazo
Super Xevious: GAMP no Nazo (スーパーゼビウス・ガンプの謎 Sūpā Zebiusu Ganpu no Nazo?, "Super Xevious: The Mystery of GAMP") es un videojuego de matamarcianos con scroll vertical de Namcot publicado para Nintendo Family Computer y como arcade en el sistema Nintendo Vs.

## Resumen
La única forma de proseguir en el juego es resolviendo acertijos desafiantes en cada etapa, cada una más difícil que la anterior. A menos que el jugador resuelva el enigma por completo y cumpla con ciertos criterios, el escenario se repite una y otra vez, lo que hace que sea más difícil completar el juego.